# Hilfikon
Hilfikon est une localité de Villmergen et une ancienne commune suisse du canton d'Argovie, située dans le district de Bremgarten. 

## Histoire

Photo aérienne par Walter Mittelholzer (1925)

Depuis le 1er janvier 2010, l'ancienne commune de Hilfikon est intégrée à la commune de Villmergen et Hilfikon devient une localité de Villmergen. Son ancien numéro OFS est le 4070.

## Références

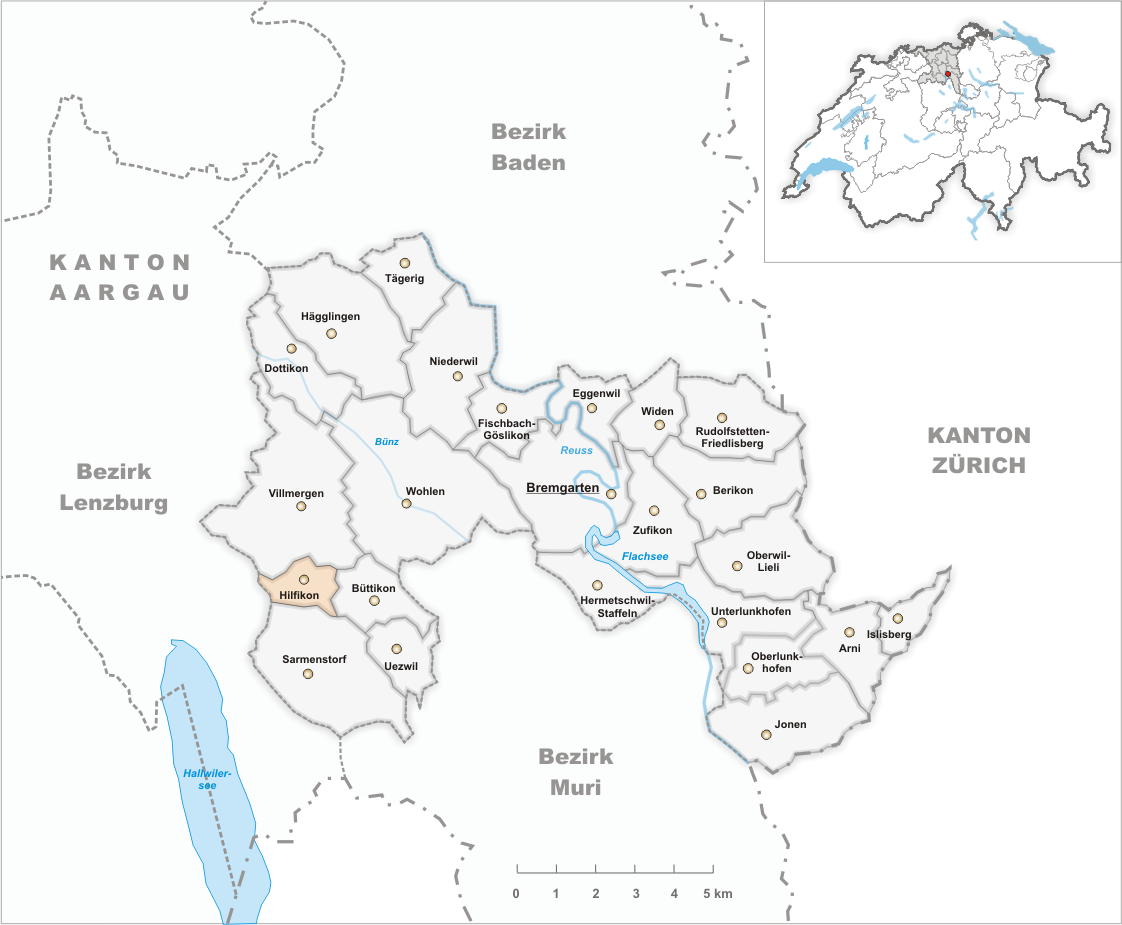
Carte de l'ancienne commune de Hilfikon dans le district de Bremgarten